# Dicziunari Rumantsch Grischun
El Dicziunari Rumantsch Grischun (en español: Diccionario de Romanche de los Grisones, abreviatura DRG) es el mayor diccionario existente del idioma romanche. Recopila los dialectos y modismos hablados en el cantón de los Grisones.
El término Rumantsch Grischun se refiere a "la lengua romanche que se habla en los Grisones", y no debe confundirse con la lengua estándar creada en el siglo XX con el nombre de Rumantsch Grischun.
EL DRG fue creado en 1904 por el indoeuropeísta Robert von Planta y la Societad Retorumantscha, la que todavía hoy tiene a su cargo la edición. 